# Mohammad-Javad Mohammadizadeh
Mohammad-Javad Mohammadizadeh (Dezful, 1951) es un paleontólogo y político iraní. Durante su carrera política se ha desempeñado como vicepresidente de Irán, gobernador de la provincia de Jorasán Razaví y director de la Organización de Protección Ambiental de Irán de 2009 hasta 2013.